# Bilge Karasu
 (mars 2021).
La mise en forme du texte ne suit pas les recommandations de Wikipédia : il faut le « wikifier ».
Les points d'amélioration suivants sont les cas les plus fréquents :
- Les titres sont pré-formatés par le logiciel. Ils ne sont ni en capitales, ni en gras.
- Le texte ne doit pas être écrit en capitales (les noms de famille non plus), ni en gras, ni en italique, ni en « petit »…
- Le gras n'est utilisé que pour surligner le titre de l'article dans l'introduction, une seule fois.
- L'italique est rarement utilisé : mots en langue étrangère, titres d'œuvres, noms de bateaux, etc.
- Les citations ne sont pas en italique mais en corps de texte normal. Elles sont entourées par des guillemets français : « et ».
- Les listes à puces sont à éviter, des paragraphes rédigés étant largement préférés. Les tableaux sont à réserver à la présentation de données structurées (résultats, etc.).
- Les appels de note de bas de page (petits chiffres en exposant, introduits par l'outil «  Source ») sont à placer entre la fin de phrase et le point final[comme ça].
- Les liens internes (vers d'autres articles de Wikipédia) sont à choisir avec parcimonie. Créez des liens vers des articles approfondissant le sujet. Les termes génériques sans rapport avec le sujet sont à éviter, ainsi que les répétitions de liens vers un même terme.
- Les liens externes sont à placer uniquement dans une section « Liens externes », à la fin de l'article. Ces liens sont à choisir avec parcimonie suivant les règles définies. Si un lien sert de source à l'article, son insertion dans le texte est à faire par les notes de bas de page.
- La présentation des références doit suivre les conventions bibliographiques. Il est recommandé d'utiliser les modèles {{Ouvrage}}, {{Chapitre}}, {{Article}}, {{Lien web}} et/ou {{Bibliographie}}. Le mode d'édition visuel peut mettre en forme automatiquement les références.
- Insérer une infobox (cadre d'informations à droite) n'est pas obligatoire pour parachever la mise en page.

Pour une aide détaillée, merci de consulter Aide:Wikification.
Si vous pensez que ces points ont été résolus, vous pouvez retirer ce bandeau et améliorer la mise en forme d'un autre article.
Bilge Karasu (9 janvier 1930, Istanbul  - 13 juillet 1995, Ankara ) est un auteur et philosophe turc. L'ensemble de ces textes sont considérés comme traitant de questions philosophiques.

## Biographie
Bilge Karasu est né à Istanbul en 1930. Contrairement à la croyance populaire, il n'y a pas de relation avec le politicien ottoman d'origine juive Emanuel Karasu et son neveu Izak Karasu, le fondateur de la société de yogourt de renommée mondiale Danone Group. Ses parents d'origine juive, se sont convertis à l'Islam[réf. nécessaire]  Il a étudié au Lycée de Şişli Terakki et au Département de Philosophie à l'Université d'Istanbul, Faculté des Lettres. Il a obtenu une bourse Rockfeller, en 1964 et a commencé un travail de traduction. 
Il a travaillé à la Direction générale de la presse et du tourisme et au service de diffusion externe d' Ankara Radio. Il a écrit des pièces radiophoniques pour Ankara Radio.  De 1974 jusqu'à sa mort, il a travaillé comme conférencier au Département de Philosophie de l'Université Hacettepe.  Il a vécu pendant des années dans un petit sous-sol sur Nilgün Sokak à Ankara.  Il est mort le 14 juillet 1995 à l'hôpital universitaire de Hacettepe pendant qu'il était traité pour un cancer du pancréas. Il a été enterré au cimetière de Karşıyaka.

## Études
Il a commencé à écrire à l'âge de 17 ans.  Bilge Karasu, dont le premier article a été publié en 1950 et la première histoire a été publiée dans le Journal de Seçilmiş Hikayeler en 1952, est un écrivain qui se concentre sur les problèmes de l'individu et traite des dilemmes de la vie quotidienne tels que les concepts d' «amour», d'«amitié», de «solitude», de la «passion», de la «foi / incrédulité», la «peur» et la «mort». Le lecteur trouve des parties de lui-même dans le héros ou dans les personnages de l'histoire dont il a été témoin dans sa vie quotidienne.
Karasu, est l'un des écrivains les plus originaux de la littérature turque, est le seul écrivain turc à avoir remporté le "Pegasus Award" décerné en Amérique pour son livre "Night"; Avec ce prix, ses livres ont été traduits en anglais et en français et il a donné des conférences sur son roman sur la littérature turque dans diverses universités des États-Unis.

## Hommage
Le Centre de littérature turque de l'Université Bilkent a organisé le Symposium international Bilge Karasu les 13 et 14 décembre 2010 sous le titre "Six mois, une chute" à l'occasion du 80e anniversaire de la naissance de Bilge Karasu et du 15e anniversaire de sa mort. Le symposium présidé par Talat Halman a été suivi par Aron Aji, qui a remporté le Prix national de la traduction en 2004 avec ses traductions de Bilge Karasu en anglais, et Alain Mascarou, qui a traduit certains de ses livres en français pour les éditions Empreinte temps présent,.